# Prima Doamnă a Republicii Moldova
Prima Doamnă a Republicii Moldova este un titlu informal deținut de soția președintelui Republicii Moldova.
Titlul nu este în prezent revendicat de nicio persoană.

## Listă
- Cu italic sunt evidențiate Primele Doamne ale președinților interimari

| Nume               | Președinte       | De la              | Până la            | Note  |
| ------------------ | ---------------- | ------------------ | ------------------ | ----- |
| Georgeta Snegur    | Mircea Snegur    | 3 septembrie 1990  | 15 ianuarie 1997   | [ 1 ] |
| Antonina Lucinschi | Petru Lucinschi  | 15 ianuarie 1997   | 7 aprilie 2001     | [ 2 ] |
| Taisia Voronin     | Vladimir Voronin | 7 aprilie 2001     | 11 septembrie 2009 |       |
| Dina Ghimpu        | Mihai Ghimpu     | 11 septembrie 2009 | 28 decembrie 2010  | [ 3 ] |
| Sanda Filat        | Vladimir Filat   | 28 decembrie 2010  | 30 decembrie 2010  |       |
| Victoria Lupu      | Marian Lupu      | 30 decembrie 2010  | 23 martie 2012     |       |
| Margareta Timofti  | Nicolae Timofti  | 23 martie 2012     | 23 decembrie 2016  |       |
| Galina Dodon       | Igor Dodon       | 23 decembrie 2016  | 24 decembrie 2020  | [ 4 ] |